# Maître Sibrand

Armes des chevaliers teutoniques.

Maître Sibrand (Meister Sibrand, Magister Sibrandus) est le fondateur de l'hôpital de Saint-Jean-d'Acre, qui devint le noyau de l'ordre des Chevaliers teutoniques. Pour cette raison, il est parfois considéré comme le "premier grand maître de l'ordre Teutonique", même si le commandement lui a seulement été donné en 1192 et l'ordre transformé en ordre militaire en 1198. (Voir : 1192 dans les croisades et 1198 dans les croisades)
Sibrand a voyagé en Outremer en 1188, durant la troisième croisade de Frédéric Barberousse, en tant que disciple de Adolphe III de Holstein. Sibrand est mentionné comme fondateur de l'hôpital dans un document du roi Guy de Lusignan daté de septembre 1190. L'hôpital de campagne a été utilisé par les troupes allemandes durant le siège de Saint-Jean-d'Acre de 1191. Un tel hôpital avait été installé et dirigé par des marchands de Brême et de Lübeck, non loin du cimetière Saint-Nicolas, en utilisant une voile comme abri. Après la conquête d'Acre, Guy de Lusignan donna à Sibrand une maison dans la ville, l'hôpital arménien, où les Allemands établirent leurs quartiers de manière plus permanente.

## Représentation dans la culture populaire
Sibrand est l'une des neuf cibles à assassiner dans le jeu vidéo Assassin's Creed (2007), où il est représenté comme un traître envers le roi Richard Cœur de Lion et un être paranoïaque (à juste titre), mais qui poursuit néanmoins le but noble de pacifier la Terre Sainte afin de faire cesser les massacres des populations civiles et épargner la vie des soldats.